# أوماتيلا
أوماتيلا هي مدينة في مقاطعة أوماتيلا في ولاية أوريغون الأمريكية. سميت المدينة على نهر أوماتيلا الذي يلتقي نهر كولومبيا عند هذه المدينة، أما النهر فقد سمي على قبائل أوماتيلا الهندية.

## التركيبة السكانية
قام مكتب تعداد الولايات المتحدة بتحديد بيانات التركيبة السكانية لأوماتيلافي تعداد الولايات المتحدة. في ما يلي، التركيبة السكانية حسب تعدادي 2000 و2010.

### تعداد عام 2000
بلغ عدد سكان أوماتيلا 4,978 نسمة بحسب تعداد عام 2000، وبلغ عدد الأسر 1,364 أسرة وعدد العائلات 1,062 عائلة مقيمة في المدينة. في حين سجلت الكثافة السكانية 1,415.3 نسمة لكل ميل مربع (546.5/كم2). وبلغ عدد الوحدات السكنية 1,511 وحدة بمتوسط كثافة قدره 429.6 نسمة لكل ميل مربع (165.9/كم2).
وتوزع التركيب العرقي للمدينة بنسبة 72.10% من البيض و 1.35% من الأمريكيين الأصليين و 0.38% من الأمريكيين ذوي الأصول الآسيوية و 0.06% من سكان جزر المحيط الهادئ و 2.69% من الأمريكيين الأفارقة و 21.49% من الأعراق الأخرى و 1.93% من عرقين مختلطين أو أكثر. فيما شكل الهسبانيون أو اللاتينيون من أي عرق نسبة 32.58% من السكان.
بلغ عدد الأسر 1,364 أسرة كانت نسبة 45.7% منها لديها أطفال تحت سن الثامنة عشر تعيش معهم، وبلغت نسبة الأزواج القاطنين مع بعضهم البعض 58.2% من أصل المجموع الكلي للأسر، ونسبة 13.0% من الأسر كان لديها معيلات من الإناث دون وجود شريك، وكانت نسبة 22.1% من غير العائلات. تألفت نسبة 16.9% من أصل جميع الأسر من أفراد ونسبة 5.1% كانوا يعيش معهم شخص وحيد يبلغ من العمر 65 عاماً فما فوق. وبلغ متوسط حجم الأسرة المعيشية 3.51، أما متوسط حجم العائلات فبلغ 3.14.
بلغ العمر الوسطي للسكان 29 عاماً. وكانت نسبة 31.0% من القاطنين تحت سن الثامنة عشر، وكانت نسبة 12.1% بين الثامنة عشرة والأربعة وعشرين عاماً، ونسبة 34.7% كانت واقعةً في الفئة العمرية ما بين الخامسة والعشرين والأربعة وأربعين عاماً، ونسبة 16.5% كانت ما بين الخامسة والأربعين والرابعة والستين، ونسبة 5.7% كانت ضمن فئة الخامسة والستين عاماً فما فوق. يوجد لكل 100 أنثى 137.8 ذكر، ويوجد لكل 100 أنثى في الثامنة عشر من عمرها فما فوق 157.3 ذكر.
بلغ متوسط دخل الأسرة في المدينة 33,844 دولار، أما متوسط دخل العائلة فبلغ 32,969 دولار. وكان متوسط دخل الذكور 28,500 دولار مقابل 20,337 دولار للإناث. وسجل دخل الفرد الخاص بالمدينة 11,469 دولار. وكانت نسبة 15.6% من العائلات ونسبة 19.4% من السكان تحت خط الفقر، وكان من هؤلاء نسبة 24.2% تحت سن الثامنة عشر ونسبة 21.1% في الخامسة والستين من العمر وما فوق.

### تعداد عام 2010
بلغ عدد سكان أوماتيلا 6,906 نسمة بحسب تعداد عام 2010، وبلغ عدد الأسر 1,634 أسرة وعدد العائلات 1,215 عائلة مقيمة في المدينة. في حين سجلت الكثافة السكانية 1,562.4 نسمة لكل ميل مربع (603.2/كم2). وبلغ عدد الوحدات السكنية 1,766 وحدة بمتوسط كثافة قدره 399.5 لكل ميل مربع (154.2/كم2).
وتوزع التركيب العرقي للمدينة بنسبة 70.1% من البيض و 1.5% من الأمريكيين الأصليين و 0.6% من الأمريكيين ذوي الأصول الآسيوية و 2.3% من الأمريكيين الأفارقة و 2.4% من عرقين مختلطين أو أكثر.
بلغ عدد الأسر 1,634 أسرة كانت نسبة 50.8% منها لديها أطفال تحت سن الثامنة عشر تعيش معهم، وبلغت نسبة الأزواج القاطنين مع بعضهم البعض 51.2% من أصل المجموع الكلي للأسر، ونسبة 14.7% من الأسر كان لديها معيلات من الإناث دون وجود شريك، بينما كانت نسبة 8.5% من الأسر لديها معيلون من الذكور دون وجود شريكة وكانت نسبة 25.6% من غير العائلات. وبلغ متوسط حجم الأسرة المعيشية 3.59، أما متوسط حجم العائلات فبلغ 3.15.
بلغ العمر الوسطي للسكان 30.7 عاماً. وكانت نسبة 26.1% من القاطنين تحت سن الثامنة عشر، وكانت نسبة 11.7% بين الثامنة عشرة والأربعة وعشرين عاماً، ونسبة 35.6% كانت واقعةً في الفئة العمرية ما بين الخامسة والعشرين والأربعة وأربعين عاماً، ونسبة 20.2% كانت ما بين الخامسة والأربعين والرابعة والستين، ونسبة 6.3% كانت ضمن فئة الخامسة والستين عاماً فما فوق. وتوزع التركيب الجنسي للسكان بنسبة 63.7% ذكور و36.3% إناث.